# Delphyre oviplaga
Delphyre oviplaga là một loài bướm đêm thuộc phân họ Arctiinae, họ Erebidae.